# 블레이징 월드
《블레이징 월드》(영어: The Blazing World)는 미국에서 제작된 칼슨 영 감독의 2021년 판타지, 공포 스릴러 영화이다. 우도 키어 등이 주연으로 출연하였고 브린턴 브라이언 등이 제작에 참여하였다. 칼슨 영의 장편 영화 감독 데뷔작이다.

## 줄거리
어린 마거릿은 쌍둥이 자매 엘리자베스를 익사 사고로 잃는다. 이제 성인이 된 마거릿은 자살 충동에 시달리는 중이다. 본가로 돌아온 마거릿은 엘리자베스가 살아있을지도 모르는 다른 차원으로 넘어가게 된다.

## 출연
- 칼슨 영 - 마거릿 윈터 역
- 우도 키어 - 레이나드 역
- 더멋 멀로니 - 톰 윈터 역
- 비네사 쇼 - 앨리스 윈터 역
- 소코 - 마고 역
- 존 카나 - 블레이크 역
- 리즈 마이클 - 크루즈 박사 역